# Comeniusprijs
De Comeniusprijs (niet te verwarren met de Scheidegger-Comeniusprijs voor pedagogiek) is een Nederlandse prijs die sinds 2012 jaarlijks wordt uitgereikt tijdens de Comeniusdag in Naarden.
Het doel van de prijs is "om eer te betonen aan een persoon of organisatie die, in lijn met het denken en handelen van Jan Amos Comenius, zich op een in het oog springende manier inzet voor de belangen van vorming, onderwijs, wetenschap en cultuur voor de ontwikkeling van de internationale samenleving".
De prijs bestaat uit een oorkonde en een sculptuur van Boheems kristal met inscriptie.

## Laureaten
- 2012 – Robbert Dijkgraaf[2]
- 2013 – Paul Schnabel
- 2014 – Louise Fresco
- 2015 – Geert Mak
- 2016 – Herman Van Rompuy
- 2017 – Jonathan Israel
- 2018 – Herman Tjeenk Willink[3]
- 2019 – Mardjan Seighali
- 2020 – Tomáš Halík[4]
- 2022 – Beatrice de Graaf[5]
- 2023 – Tineke Ceelen[6]
- 2024 – Kim Putters[7]